# Henri Quintric
Henri Quintric (ur. 3 września 1897 w Paryżu, zm. 10 listopada 1955 tamże) – francuski lekkoatleta, chodziarz.
Dwukrotny medalista mistrzostw Francji w chodzie na 50 kilometrów (złoto w 1931 oraz srebro w 1932).
Podczas igrzysk olimpijskich w Los Angeles (1932) zajął 7. miejsce w tej konkurencji z czasem 5:27:25.

## Rekordy życiowe
- Chód na 50 kilometrów – 4:42:54 (1931)